# Piercia smaragdinata
Piercia smaragdinata is een vlinder uit de familie spanners (Geometridae). De wetenschappelijke naam van deze soort is voor het eerst geldig gepubliceerd in 1862 door Walker.
De soort komt voor in tropisch Afrika.